# چاه‌عمیق‌سعادت
چاه عمیق سعادت روستایی در دهستان آیسک بخش آیسک شهرستان سرایان استان خراسان جنوبی ایران است. بر پایه سرشماری عمومی نفوس و مسکن در سال ۱۳۹۰ جمعیت این روستا ۳۵ نفر (در ۱۴ خانوار) بوده است.